# Mistrzostwa Świata Juniorów w Hokeju na Lodzie 2024 (elita)
48. Mistrzostwa Świata Juniorów w Hokeju na Lodzie Elity 2024 zorganizowane zostały w szwedzkim Göteborgu. Rozegranie turnieju nastąpiło w dniach od 26 grudnia 2023 do 5 stycznia 2024. Po raz siódmy mistrzostwa zostały rozegrane w Szwecji. 
W Najwyższej dywizji mistrzostw uczestniczyło 10 najlepszych drużyn na świecie. System rozgrywania turnieju był inny niż w niższych dywizjach. Najpierw drużyny rozgrywały mecze w fazie grupowej (2 grupy po 5 zespołów), systemem każdy z każdym. Do fazy pucharowej, czyli ćwierćfinałów awansowały po 4 drużyny z obu grup. Najsłabsza drużyna z każdej z grup zagrała mecz o dziewiąte miejsce. Drużyna, która przegrała spadła do Grupy A Dywizji I. Zwycięzcą turnieju i mistrzem świata została drużyna Stanów Zjednoczonych.

## Lodowiska
| Scandinavium Pojemność: 12 044 | Frölundaborg Pojemność: 6 044 |
| ------------------------------ | ----------------------------- |
|                                |                               |
| Szwecja – Göteborg             |                               |

## Sędziowie
IIHF wyznaczyło 12 głównych arbitrów oraz 11 liniowych. Oto lista wybranych
| Sędziowie główni: - Tobias Björk - Riku Brander - Daniel Eriksson - Micha Hebeisen - Killian Hinterdobler - Lukas Kohlmüller - Joonas Kova - Troy Murray - Jiří Ondráček - Mark Pearce - Jack Young - Marek Žák | Liniowi - Oto Durmis - Jeremy Faucher - Shane Gustafson - Tim Heffner - Daniel Konc - Anders Nyqvist - Lukáš Rampir - Simon Riecken - Davids Rozitis - Dominik Schlegel - Jussi Thomann |

## Faza grupowa

### Grupa A
| 26 grudnia 2023 | Finlandia | 2:5 | Kanada | Scandinavium, Göteborg |

| Szczegóły      | Szczegóły                                     | Szczegóły       | Szczegóły | Szczegóły                                                                                               |
| -------------- | --------------------------------------------- | --------------- | --- | --- |
| Godzina: 14:30 | A. Kaskimäki (PP) 35:56 J. Lassila (EQ) 58:56 | (0:1, 1:1, 1:3) | 16:24 (EQ) N. Danielson 33:41 (EQ) O. Allard 46:38 (EQ) M. Celebrini 57:34 (EQ/ENG) M. Poitras 59:54 (PP/ENG/EA) M. Lamoureux | Widzów: 9837 Sędzia główny: Tobias Björk Daniel Eriksson Sędziowie liniowi: Anders Nyqvist Lukáš Rampir |
| Godzina: 14:30 | 4 min kar                                     |                 | 12 min kar | Widzów: 9837 Sędzia główny: Tobias Björk Daniel Eriksson Sędziowie liniowi: Anders Nyqvist Lukáš Rampir |

| 26 grudnia 2023 | Szwecja | 6:0 | Łotwa | Scandinavium, Göteborg |

| Szczegóły      | Szczegóły | Szczegóły       | Szczegóły  | Szczegóły                                                                                               |
| -------------- | --- | --------------- | ---------- | --- |
| Godzina: 19:30 | A. Wahlberg (PP) 10:02 F. Bystedt (PP) 17:21 J. Lekkerimäki (PP) 32:45 F. Bystedt (EA) 34:30 F. Unger Sörum (EQ) 48:39 J. Lekkerimäki (EQ) 54:17 | (2:0, 2:0, 2:0) |            | Widzów: 11512 Sędzia główny: Lukas Kohlmüller Troy Murray Sędziowie liniowi: Oto Durmis Shane Gustafson |
| Godzina: 19:30 | 29 min kar |                 | 10 min kar | Widzów: 11512 Sędzia główny: Lukas Kohlmüller Troy Murray Sędziowie liniowi: Oto Durmis Shane Gustafson |

| 27 grudnia 2023 | Finlandia | 3:4 | Niemcy | Scandinavium, Göteborg |

| Szczegóły      | Szczegóły                                                        | Szczegóły       | Szczegóły                                                                            | Szczegóły                                                                                          |
| -------------- | ---------------------------------------------------------------- | --------------- | ------------------------------------------------------------------------------------ | -------------------------------------------------------------------------------------------------- |
| Godzina: 14:30 | T. Männistö (EQ) 08:11 K. Halttunen (EQ) 21:27 S. Bau (EQ) 23:05 | (1:1, 2:3, 0:0) | 05:58 (EQ) V. Oswald 22:12 (EQ) N. Hübner 33:07 (EQ) R. Kechter 34:38 (EQ) V. Oswald | Widzów: 5077 Sędzia główny: Micha Hebeisen Jack Young Sędziowie liniowi: Oto Durmis Davids Rozitis |
| Godzina: 14:30 | 8 min kar                                                        |                 | 8 min kar                                                                            | Widzów: 5077 Sędzia główny: Micha Hebeisen Jack Young Sędziowie liniowi: Oto Durmis Davids Rozitis |

| 27 grudnia 2023 | Łotwa | 0:10 | Kanada | Scandinavium, Göteborg |

| Szczegóły      | Szczegóły  | Szczegóły       | Szczegóły | Szczegóły                                                                                              |
| -------------- | ---------- | --------------- | --- | --- |
| Godzina: 19:30 |            | (0:2, 0:3, 0:5) | 05:19 (PP) C. Geekie 07:11 (EQ) B. Yager 21:17 (PP) O. Allard 24:46 (EQ) C. Rehkopf 30:56 (EQ) M. Celebrini 42:14 (EQ) F. Minten 43:51 (EQ) M. Wood 45:43 (EQ) C. Geekie 46:18 (EQ) C. Rehkopf 50:57 (EQ) M. Poitras | Widzów: 6321 Sędzia główny: Riku Brander Jiří Ondráček Sędziowie liniowi: Daniel Konc Dominik Schlegel |
| Godzina: 19:30 | 10 min kar |                 | 6 min kar | Widzów: 6321 Sędzia główny: Riku Brander Jiří Ondráček Sędziowie liniowi: Daniel Konc Dominik Schlegel |

| 28 grudnia 2023 | Niemcy | 0:5 | Szwecja | Scandinavium, Göteborg |

| Szczegóły      | Szczegóły | Szczegóły       | Szczegóły | Szczegóły                                                                                           |
| -------------- | --------- | --------------- | --- | --------------------------------------------------------------------------------------------------- |
| Godzina: 19:30 |           | (0:1, 0:1, 0:3) | 15:48 (EQ) O. Stenberg 38:36 (EQ) M. Hävelid 46:16 (PP) O. Stenberg 49:02 (EQ) O. Stenberg 54:33 (EQ) N. Östlund | Widzów: 11512 Sędzia główny: Riku Brander Marek Žák Sędziowie liniowi: Jeremy Faucher Simon Riecken |
| Godzina: 19:30 | 6 min kar |                 | 4 min kar | Widzów: 11512 Sędzia główny: Riku Brander Marek Žák Sędziowie liniowi: Jeremy Faucher Simon Riecken |

| 29 grudnia 2023 | Łotwa | 0:4 | Finlandia | Scandinavium, Göteborg |

| Szczegóły      | Szczegóły  | Szczegóły       | Szczegóły                                                                                    | Szczegóły |
| -------------- | ---------- | --------------- | -------------------------------------------------------------------------------------------- | --- |
| Godzina: 14:30 |            | (0:2, 0:1, 0:1) | 14:15 (PP) J. Lassila 15:13 (EQ) J. Pulkkinen 28:59 (PP) K. Halttunen 40:47 (PP) O. Keskinen | Widzów: 6433 Sędzia główny: Killian Hinterdobler Lukas Kohlmüller Sędziowie liniowi: Jeremy Faucher Lukáš Rampir |
| Godzina: 14:30 | 12 min kar |                 | 12 min kar                                                                                   | Widzów: 6433 Sędzia główny: Killian Hinterdobler Lukas Kohlmüller Sędziowie liniowi: Jeremy Faucher Lukáš Rampir |

| 29 grudnia 2023 | Kanada | 0:2 | Szwecja | Scandinavium, Göteborg |

| Szczegóły      | Szczegóły | Szczegóły       | Szczegóły                                     | Szczegóły                                                                                          |
| -------------- | --------- | --------------- | --------------------------------------------- | -------------------------------------------------------------------------------------------------- |
| Godzina: 19:30 |           | (0:0, 0:2, 0:0) | 21:53 (EQ) T. Willander 30:39 (EQ) N. Östlund | Widzów: 11512 Sędzia główny: Tobias Björk Mark Pearce Sędziowie liniowi: Tim Heffner Jussi Thomann |
| Godzina: 19:30 | 8 min kar |                 | 4 min kar                                     | Widzów: 11512 Sędzia główny: Tobias Björk Mark Pearce Sędziowie liniowi: Tim Heffner Jussi Thomann |

| 30 grudnia 2023 | Niemcy | 2:6 | Łotwa | Scandinavium, Göteborg |

| Szczegóły      | Szczegóły                                     | Szczegóły       | Szczegóły | Szczegóły                                                                                           |
| -------------- | --------------------------------------------- | --------------- | --- | --------------------------------------------------------------------------------------------------- |
| Godzina: 19:30 | S. Schindler (EQ) 26:30 N. Panocha (EQ) 53:04 | (0:3, 1:2, 1:1) | 02:46 (EQ) Ē. Mateiko 09:06 (PP) R. Bukarts 13:23 (EQ) P. Bulāns 30:46 (EQ) R. Dārziņš 37:44 (PP) S. Vilmanis 46:34 (EQ) S. Vilmanis | Widzów: 2652 Sędzia główny: Riku Brander Jack Young Sędziowie liniowi: Anders Nyqvist Simon Riecken |
| Godzina: 19:30 | 35 min kar                                    |                 | 8 min kar | Widzów: 2652 Sędzia główny: Riku Brander Jack Young Sędziowie liniowi: Anders Nyqvist Simon Riecken |

| 31 grudnia 2023 | Szwecja | 4:5 pk. | Finlandia | Scandinavium, Göteborg |

| Szczegóły      | Szczegóły                                                                                  | Szczegóły                 | Szczegóły | Szczegóły                                                                                               |
| -------------- | ------------------------------------------------------------------------------------------ | ------------------------- | --- | --- |
| Godzina: 14:30 | I. Born (EQ) 23:24 J. Lekkerimäki (PP) 26:38 T. Lindstein (EQ) 28:59 F. Bystedt (PP) 34:53 | (0:2, 4:1, 0:1, 0:0, 0:1) | 12:25 (EQ) T. Männistö 18:21 (EQ) L. Hämeenaho 27:15 (PP) K. Halttunen 58:28 (EA) J. Nyman 65:00 (GWG) J. Nyman | Widzów: 11512 Sędzia główny: Micha Hebeisen Troy Murray Sędziowie liniowi: Daniel Konc Dominik Schlegel |
| Godzina: 14:30 | 6 min kar                                                                                  |                           | 8 min kar | Widzów: 11512 Sędzia główny: Micha Hebeisen Troy Murray Sędziowie liniowi: Daniel Konc Dominik Schlegel |

| 31 grudnia 2023 | Kanada | 6:3 | Niemcy | Scandinavium, Göteborg |

| Szczegóły      | Szczegóły | Szczegóły       | Szczegóły                                                    | Szczegóły                                                                                          |
| -------------- | --- | --------------- | ------------------------------------------------------------ | -------------------------------------------------------------------------------------------------- |
| Godzina: 19:30 | M. Celebrini (EQ) 06:20 B. Yager (PP) 14:37 O. Beck (EQ) 41:40 J. Dumais (PP) 48:32 M. Celebrini (EQ) 56:02 E. Cowan (ENG) 57:16 | (2:1, 0:1, 4:1) | 02:57 (PP) J. Lutz 21:49 (PP) R. Kechter 47:32 (PP) J. Sumpf | Widzów: 7327 Sędzia główny: Joonas Kova Marek Žák Sędziowie liniowi: Shane Gustafson Jussi Thomann |
| Godzina: 19:30 | 33 min kar |                 | 10 min kar                                                   | Widzów: 7327 Sędzia główny: Joonas Kova Marek Žák Sędziowie liniowi: Shane Gustafson Jussi Thomann |

#### Tabela
| Msc | Drużyna   | M | Pkt | Z | Zd | Pd | P | G+ | G– | +/− |
| --- | --------- | - | --- | - | -- | -- | - | -- | -- | --- |
| 1.  | Szwecja   | 4 | 10  | 3 | 0  | 1  | 0 | 17 | 5  | +12 |
| 2.  | Kanada    | 4 | 9   | 3 | 0  | 0  | 1 | 21 | 7  | +14 |
| 3.  | Finlandia | 4 | 5   | 1 | 1  | 0  | 2 | 14 | 13 | +1  |
| 4.  | Łotwa     | 4 | 3   | 1 | 0  | 0  | 3 | 6  | 22 | –16 |
| 5.  | Niemcy    | 4 | 3   | 1 | 0  | 0  | 3 | 9  | 20 | –11 |

    = awans do ćwierćfinałów     = baraż o utrzymanie

### Grupa B
| 26 grudnia 2023 | Słowacja | 6:2 | Czechy | Frölundaborg, Göteborg |

| Szczegóły      | Szczegóły | Szczegóły       | Szczegóły                                   | Szczegóły                                                                                            |
| -------------- | --- | --------------- | ------------------------------------------- | --- |
| Godzina: 12:00 | S. Petrovský (PP) 22:00 P. Repčík (EQ) 38:34 S. Honzek (PP) 41:22 B. Žabka (SH) 44:15 S. Petrovský (EQ) 45:22 M. Štrbák (EQ) 51:55 | (0:1, 2:0, 4:1) | 01:01 (EQ) D. Rymon 51:25 (EQ) M. Šapovaliv | Widzów: 984 Sędzia główny: Joonas Kova Mark Pearce Sędziowie liniowi: Dominik Schlegel Jussi Thomann |
| Godzina: 12:00 | 10 min kar |                 | 16 min kar                                  | Widzów: 984 Sędzia główny: Joonas Kova Mark Pearce Sędziowie liniowi: Dominik Schlegel Jussi Thomann |

| 26 grudnia 2023 | Stany Zjednoczone | 4:1 | Norwegia | Frölundaborg, Göteborg |

| Szczegóły      | Szczegóły                                                                                  | Szczegóły       | Szczegóły                | Szczegóły                                                                                              |
| -------------- | ------------------------------------------------------------------------------------------ | --------------- | ------------------------ | --- |
| Godzina: 17:00 | J. Snuggerud (EQ) 29:59 G. Brindley (PP) 34:00 G. Brindley (EQ) 36:33 I. Howard (PP) 44:43 | (0:0, 3:0, 1:1) | 44:18 (SH) P. Vesterheim | Widzów: 1377 Sędzia główny: Micha Hebeisen Jiří Ondráček Sędziowie liniowi: Jeremy Faucher Daniel Konc |
| Godzina: 17:00 | 10 min kar                                                                                 |                 | 12 min kar               | Widzów: 1377 Sędzia główny: Micha Hebeisen Jiří Ondráček Sędziowie liniowi: Jeremy Faucher Daniel Konc |

| 27 grudnia 2023 | Słowacja | 3:0 | Szwajcaria | Frölundaborg, Göteborg |

| Szczegóły      | Szczegóły                                                                 | Szczegóły       | Szczegóły | Szczegóły |
| -------------- | ------------------------------------------------------------------------- | --------------- | --------- | --- |
| Godzina: 12:00 | S. Honzek (EQ) 08:33 P. Repčík (EQ/ENG) 58:19 S. Petrovský (SH/ENG) 59:12 | (1:0, 0:0, 2:0) |           | Widzów: 986 Sędzia główny: Daniel Eriksson Killian Hinterdobler Sędziowie liniowi: Tim Heffner Simon Riecken |
| Godzina: 12:00 | 10 min kar                                                                |                 | 2 min kar | Widzów: 986 Sędzia główny: Daniel Eriksson Killian Hinterdobler Sędziowie liniowi: Tim Heffner Simon Riecken |

| 27 grudnia 2023 | Norwegia | 1:8 | Czechy | Frölundaborg, Göteborg |

| Szczegóły      | Szczegóły            | Szczegóły       | Szczegóły | Szczegóły                                                                                                |
| -------------- | -------------------- | --------------- | --- | --- |
| Godzina: 17:00 | C. Haugen (EQ) 21:15 | (0:2, 1:3, 0:3) | 10:30 (EQ) J. Kulich 17:46 (PP) J. Kulich 32:15 (EQ) A. Čech 32:52 (EQ) E. Šalé 38:46 (EQ) E. Šalé 48:49 (PP) M. Šapovaliv 53:16 (PP) E. Šalé 55:15 (EQ) J. Kulich | Widzów: 1258 Sędzia główny: Lukas Kohlmüller Marek Žák Sędziowie liniowi: Shane Gustafson Anders Nyqvist |
| Godzina: 17:00 | 12 min kar           |                 | 8 min kar | Widzów: 1258 Sędzia główny: Lukas Kohlmüller Marek Žák Sędziowie liniowi: Shane Gustafson Anders Nyqvist |

| 28 grudnia 2023 | Szwajcaria | 3:11 | Stany Zjednoczone | Frölundaborg, Göteborg |

| Szczegóły      | Szczegóły                                                      | Szczegóły       | Szczegóły | Szczegóły                                                                                         |
| -------------- | -------------------------------------------------------------- | --------------- | --- | ------------------------------------------------------------------------------------------------- |
| Godzina: 17:00 | G. Weber (EQ) 09:17 G. Christe (EQ) 41:18 T. Schild (EQ) 49:30 | (1:5, 0:4, 2:2) | 01:20 (EQ) W. Smith 03:21 (EQ) J. Snuggerud 08:11 (EQ) J. Snuggerud 12:36 (EQ) J. Snuggerud 18:29 (EQ) Z. Buium 25:06 (EQ) G. Brindley 29:33 (PP) R. Leonard 30:04 (EQ) G. Brindley 34:55 (EQ) I. Howard 47:09 (EQ) Q. Finley 54:28 (PP) E. Pohlkamp | Widzów: 1458 Sędzia główny: Joonas Kova Mark Pearce Sędziowie liniowi: Lukáš Rampir Jussi Thomann |
| Godzina: 17:00 | 8 min kar                                                      |                 | 4 min kar | Widzów: 1458 Sędzia główny: Joonas Kova Mark Pearce Sędziowie liniowi: Lukáš Rampir Jussi Thomann |

| 29 grudnia 2023 | Norwegia | 4:8 | Słowacja | Frölundaborg, Göteborg |

| Szczegóły      | Szczegóły | Szczegóły       | Szczegóły | Szczegóły                                                                                                |
| -------------- | --- | --------------- | --- | --- |
| Godzina: 12:00 | M. Brandsegg-Nygård (EQ) 03:08 S. Solberg (EQ) 48:34 P. Vesterheim (EA) 54:22 M. Brandsegg-Nygård (EQ) 54:57 | (1:2, 0:5, 3:1) | 13:35 (PP) S. Honzek 14:02 (EQ) J. Pekarčík 23:43 (PP) D. Dvorský 26:03 (EQ) S. Petrovský 27:10 (EQ) S. Petrovský 32:30 (PP) P. Repčík 34:08 (PP) L. Radivojevič 53:40 (EQ) D. Dvorský | Widzów: 1985 Sędzia główny: Jiří Ondráček Jack Young Sędziowie liniowi: Shane Gustafson Dominik Schlegel |
| Godzina: 12:00 | 24 min kar                                                                                                   |                 | 14 min kar | Widzów: 1985 Sędzia główny: Jiří Ondráček Jack Young Sędziowie liniowi: Shane Gustafson Dominik Schlegel |

| 29 grudnia 2023 | Czechy | 3:4 pk. | Stany Zjednoczone | Frölundaborg, Göteborg |

| Szczegóły      | Szczegóły                                                       | Szczegóły                 | Szczegóły                                                                            | Szczegóły                                                                                         |
| -------------- | --------------------------------------------------------------- | ------------------------- | ------------------------------------------------------------------------------------ | ------------------------------------------------------------------------------------------------- |
| Godzina: 17:00 | J. Štancl (EQ) 15:40 A. Bareš (EQ) 26:23 R. Sapousek (EQ) 31:47 | (1:1, 2:2, 0:0, 0:0, 0:1) | 01:12 (EQ) I. Howard 28:04 (EQ) W. Smith 34:11 (EQ) R. Chesley 65:00 (GWG) I. Howard | Widzów: 2544 Sędzia główny: Joonas Kova Troy Murray Sędziowie liniowi: Daniel Konc Davids Rozitis |
| Godzina: 17:00 | 6 min kar                                                       |                           | 4 min kar                                                                            | Widzów: 2544 Sędzia główny: Joonas Kova Troy Murray Sędziowie liniowi: Daniel Konc Davids Rozitis |

| 30 grudnia 2023 | Szwajcaria | 6:2 | Norwegia | Frölundaborg, Göteborg |

| Szczegóły      | Szczegóły | Szczegóły       | Szczegóły                                 | Szczegóły                                                                                                |
| -------------- | --- | --------------- | ----------------------------------------- | --- |
| Godzina: 17:00 | S. Meier (EQ) 06:05 L. Braillard (PP) 25:49 J. Taibel (EQ) 30:16 R. Dionicio (PP) 31:53 T. Schild (EQ) 38:52 R. Dionicio (EQ) 45:12 | (1:2, 4:0, 1:0) | 17:16 (PP) M. Johnsen 18:10 (EQ) P. Dalen | Widzów: 1009 Sędzia główny: Killian Hinterdobler Jiří Ondráček Sędziowie liniowi: Oto Durmis Tim Heffner |
| Godzina: 17:00 | 31 min kar |                 | 35 min kar                                | Widzów: 1009 Sędzia główny: Killian Hinterdobler Jiří Ondráček Sędziowie liniowi: Oto Durmis Tim Heffner |

| 31 grudnia 2023 | Stany Zjednoczone | 10:2 | Słowacja | Frölundaborg, Göteborg |

| Szczegóły      | Szczegóły | Szczegóły       | Szczegóły                               | Szczegóły                                                                                              |
| -------------- | --- | --------------- | --------------------------------------- | --- |
| Godzina: 12:00 | R. McGroarty (EQ) 06:21 Z. Buium (EQ) 10:13 G. Brindley (SH) 20:29 R. Leonard (EQ) 38:20 R. McGroarty (EQ) 38:54 R. McGroarty (EQ) 44:06 I. Howard (EQ) 45:49 G. Brindley (EQ) 49:15 C. Gauthier (PP) 51:00 I. Howard (EQ) 52:42 | (2:1, 3:1, 5:0) | 08:57 (EQ) M. Moško 37:50 (PP) F. Mešár | Widzów: 1458 Sędzia główny: Daniel Eriksson Mark Pearce Sędziowie liniowi: Anders Nyqvist Lukáš Rampir |
| Godzina: 12:00 | 29 min kar |                 | 6 min kar                               | Widzów: 1458 Sędzia główny: Daniel Eriksson Mark Pearce Sędziowie liniowi: Anders Nyqvist Lukáš Rampir |

| 31 grudnia 2023 | Czechy | 4:2 | Szwajcaria | Frölundaborg, Göteborg |

| Szczegóły      | Szczegóły                                                                                | Szczegóły       | Szczegóły                             | Szczegóły                                                                                                  |
| -------------- | ---------------------------------------------------------------------------------------- | --------------- | ------------------------------------- | --- |
| Godzina: 17:00 | M. Šapovaliv (PP) 12:04 R. Sapousek (EA) 30:05 J. Kulich (EQ) 52:47 T. Hamara (EQ) 55:18 | (1:0, 1:2, 2:0) | 34:26 (EQ) S. Meier 39:03 (EQ) J. Rod | Widzów: 1592 Sędzia główny: Tobias Björk Lukas Kohlmüller Sędziowie liniowi: Jeremy Faucher Davids Rozitis |
| Godzina: 17:00 | 4 min kar                                                                                |                 | 2 min kar                             | Widzów: 1592 Sędzia główny: Tobias Björk Lukas Kohlmüller Sędziowie liniowi: Jeremy Faucher Davids Rozitis |

#### Tabela
| Msc | Drużyna           | M | Pkt | Z | Zd | Pd | P | G+ | G– | +/− |
| --- | ----------------- | - | --- | - | -- | -- | - | -- | -- | --- |
| 1.  | Stany Zjednoczone | 4 | 11  | 3 | 1  | 0  | 0 | 29 | 9  | +20 |
| 2.  | Słowacja          | 4 | 9   | 3 | 0  | 0  | 1 | 19 | 16 | +3  |
| 3.  | Czechy            | 4 | 7   | 2 | 0  | 1  | 1 | 17 | 13 | +4  |
| 4.  | Szwajcaria        | 4 | 3   | 1 | 0  | 0  | 3 | 11 | 20 | –9  |
| 5.  | Norwegia          | 4 | 0   | 0 | 0  | 0  | 4 | 8  | 26 | –18 |

    = awans do ćwierćfinałów     = baraż o utrzymanie

## Baraż o utrzymanie
| 4 stycznia 2024 | Niemcy | 5:4 pd. | Norwegia | Scandinavium, Göteborg |

| Szczegóły      | Szczegóły                                                                                             | Szczegóły            | Szczegóły                                                                                              | Szczegóły                                                                                        |
| -------------- | --- | -------------------- | --- | ------------------------------------------------------------------------------------------------ |
| Godzina: 11:00 | K. Bicker (EQ) 09:40 V. Oswald (EQ) 28:59 P. Sinn (EQ) 49:58 N. Hübner (EQ) 50:46 M. Elias (EQ) 60:58 | (1:1, 1:1, 2:2, 1:0) | 16:10 (EQ) N. Steen 34:43 (EQ) M. Bakke Olsen 54:19 (PP) M. Brandsegg-Nygård 56:06 (EQ) M. Bakke Olsen | Widzów: 2237 Sędzia główny: Troy Murray Marek Žák Sędziowie liniowi: Anders Nyqvist Lukáš Rampir |
| Godzina: 11:00 | 4 min kar                                                                                             |                      | 4 min kar                                                                                              | Widzów: 2237 Sędzia główny: Troy Murray Marek Žák Sędziowie liniowi: Anders Nyqvist Lukáš Rampir |

Niemcy utrzymali się w Najwyższej dywizji; Norwegia spadła do Grupy A Dywizji I.

## Faza pucharowa
|  |                           |                   |              |                           |   |                           |                           |                           |                   |                   |                   |  |  |
|  | Ćwierćfinały              | Ćwierćfinały      | Ćwierćfinały |                           |   | Półfinały                 | Półfinały                 | Półfinały                 |                   |                   |                   |  |  |
|  | Ćwierćfinały              | Ćwierćfinały      | Ćwierćfinały |                           |   | Półfinały                 | Półfinały                 | Półfinały                 |                   |                   |                   |  |  |
|  | 2 stycznia – Frölundaborg |                   |              |                           |   |                           |                           |                           |                   |                   |                   |  |  |
|  |                           |                   |              |                           |   |                           |                           |                           |                   |                   |                   |  |  |
|  | B1                        | Stany Zjednoczone | 7            |                           |   |                           |                           |                           |                   |                   |                   |  |  |
|  | B1                        | Stany Zjednoczone | 7            | 4 stycznia – Scandinavium |   |                           |                           |                           |                   |                   |                   |  |  |
|  | A4                        | Łotwa             | 2            |                           |   |                           |                           |                           |                   |                   |                   |  |  |
|  | A4                        | Łotwa             | 2            |                           |   | 1                         | Stany Zjednoczone         | 3                         |                   |                   |                   |  |  |
|  | 2 stycznia – Frölundaborg |                   |              |                           |   | 1                         | Stany Zjednoczone         | 3                         |                   |                   |                   |  |  |
|  |                           |                   | 6            | Finlandia                 | 2 |                           |                           |                           |                   |                   |                   |  |  |
|  | B2                        | Słowacja          | 6            | Finlandia                 | 2 | 3                         |                           |                           |                   |                   |                   |  |  |
|  | B2                        | Słowacja          |              |                           |   |                           |                           |                           |                   |                   |                   |  |  |
|  | A3                        | Finlandia (pd.)   | 4            |                           |   |                           |                           |                           |                   |                   |                   |  |  |
|  | A3                        | Finlandia (pd.)   | 4            |                           |   |                           |                           |                           |                   |                   |                   |  |  |
|  | 2 stycznia – Scandinavium |                   |              |                           |   |                           |                           |                           |                   |                   |                   |  |  |
|  |                           |                   |              |                           |   |                           |                           |                           |                   |                   |                   |  |  |
|  | A1                        | Szwecja (pd.)     | 3            |                           |   |                           |                           |                           |                   |                   |                   |  |  |
|  | A1                        | Szwecja (pd.)     | 3            | 4 stycznia – Scandinavium |   |                           |                           |                           |                   |                   |                   |  |  |
|  | B4                        | Szwajcaria        | 2            |                           |   |                           |                           |                           |                   |                   |                   |  |  |
|  | B4                        | Szwajcaria        | 2            |                           |   | 2                         | Szwecja                   | 5                         | Mecz o 3. miejsce | Mecz o 3. miejsce | Mecz o 3. miejsce |  |  |
|  | 2 stycznia – Scandinavium |                   |              |                           |   | 2                         | Szwecja                   | 5                         | Mecz o 3. miejsce | Mecz o 3. miejsce | Mecz o 3. miejsce |  |  |
|  |                           |                   | 5            | Czechy                    | 2 | 5 stycznia – Scandinavium | 5 stycznia – Scandinavium | 5 stycznia – Scandinavium |                   |                   |                   |  |  |
|  | A2                        | Kanada            | 5            | Czechy                    | 2 | 5 stycznia – Scandinavium | 5 stycznia – Scandinavium | 5 stycznia – Scandinavium | 2                 |                   |                   |  |  |
|  | A2                        | Kanada            |              |                           |   |                           |                           | 1                         | 2                 | Stany Zjednoczone | 6                 |  |  |
|  | B3                        | Czechy            | 3            |                           |   |                           |                           | 1                         |                   | Stany Zjednoczone | 6                 |  |  |
|  | B3                        | Czechy            | 3            |                           |   | 2                         | Szwecja                   | 2                         |                   |                   |                   |  |  |
|  |                           |                   |              |                           |   | 2                         | Szwecja                   | 2                         |                   |                   |                   |  |  |

### Ćwierćfinały
| 2 stycznia 2024 | Słowacja | 3:4 pd. | Finlandia | Frölundaborg, Göteborg |

| Szczegóły      | Szczegóły                                                      | Szczegóły            | Szczegóły                                                                                    | Szczegóły                                                                                             |
| -------------- | -------------------------------------------------------------- | -------------------- | -------------------------------------------------------------------------------------------- | --- |
| Godzina: 12:00 | A. Sýkora (EQ) 19:59 D. Dvorský (EQ) 47:09 F. Mešár (EA) 59:16 | (1:0, 0:1, 2:2, 0:1) | 22:36 (EQ) T. Männistö 40:36 (EQ) L. Hämeenaho 58:26 (EQ) A. Kaskimäki 60:24 (EQ) J. Lassila | Widzów: 2480 Sędzia główny: Daniel Eriksson Mark Pearce Sędziowie liniowi: Jeremy Faucher Tim Heffner |
| Godzina: 12:00 | 2 min kar                                                      |                      | 4 min kar                                                                                    | Widzów: 2480 Sędzia główny: Daniel Eriksson Mark Pearce Sędziowie liniowi: Jeremy Faucher Tim Heffner |

| 2 stycznia 2024 | Kanada | 2:3 | Czechy | Scandinavium, Göteborg |

| Szczegóły      | Szczegóły                                | Szczegóły       | Szczegóły                                                       | Szczegóły                                                                                             |
| -------------- | ---------------------------------------- | --------------- | --------------------------------------------------------------- | --- |
| Godzina: 14:30 | M. Wood (EQ) 23:43 J. Furlong (EQ) 36:40 | (0:2, 2:0, 0:1) | 07:51 (EQ) J. Štancl 18:01 (EQ) T. Cibulka 59:49 (EQ) J. Štancl | Widzów: 10117 Sędzia główny: Tobias Björk Micha Hebeisen Sędziowie liniowi: Oto Durmis Anders Nyqvist |
| Godzina: 14:30 | 0 min kar                                |                 | 2 min kar                                                       | Widzów: 10117 Sędzia główny: Tobias Björk Micha Hebeisen Sędziowie liniowi: Oto Durmis Anders Nyqvist |

| 2 stycznia 2024 | Stany Zjednoczone | 7:2 | Łotwa | Frölundaborg, Göteborg |

| Szczegóły      | Szczegóły | Szczegóły       | Szczegóły                                     | Szczegóły |
| -------------- | --- | --------------- | --------------------------------------------- | --- |
| Godzina: 17:00 | D. Fortescue (EQ) 01:31 G. Perreault (EQ) 11:42 D. Nelson (EQ) 14:03 R. McGroarty (PP) 25:22 W. Smith (EQ) 36:00 G. Perreault (EQ) 39:39 O. Moore (EQ) 46:34 | (3:1, 3:0, 1:1) | 13:50 (EQ) D. Ločmelis 52:48 (PP) D. Ločmelis | Widzów: 2749 Sędzia główny: Killian Hinterdobler Troy Murray Sędziowie liniowi: Daniel Konc Dominik Schlegel |
| Godzina: 17:00 | 4 min kar |                 | 8 min kar                                     | Widzów: 2749 Sędzia główny: Killian Hinterdobler Troy Murray Sędziowie liniowi: Daniel Konc Dominik Schlegel |

| 2 stycznia 2024 | Szwecja | 3:2 pd. | Szwajcaria | Scandinavium, Göteborg |

| Szczegóły      | Szczegóły                                                                     | Szczegóły            | Szczegóły                                   | Szczegóły                                                                                                  |
| -------------- | ----------------------------------------------------------------------------- | -------------------- | ------------------------------------------- | --- |
| Godzina: 19:30 | O. Stenberg (EQ) 01:34 J. Lekkerimäki (PP) 18:00 A. Sandin Pellika (PP) 65:22 | (2:0, 0:1, 0:1, 1:0) | 37:26 (EQ) J. Hornecker 49:10 (EQ) N. Meile | Widzów: 11512 Sędzia główny: Riku Brander Lukas Kohlmüller Sędziowie liniowi: Shane Gustafson Lukáš Rampir |
| Godzina: 19:30 | 2 min kar                                                                     |                      | 10 min kar                                  | Widzów: 11512 Sędzia główny: Riku Brander Lukas Kohlmüller Sędziowie liniowi: Shane Gustafson Lukáš Rampir |

### Półfinały
| 4 stycznia 2024 | Szwecja | 5:2 | Czechy | Scandinavium, Göteborg |

| Szczegóły      | Szczegóły | Szczegóły       | Szczegóły                                    | Szczegóły                                                                                             |
| -------------- | --- | --------------- | -------------------------------------------- | --- |
| Godzina: 15:00 | T. Lindstein (EQ) 11:52 A. Sandin Pellika (EQ) 22:35 J. Lekkerimäki (PP) 45:14 N. Östlund (EQ) 52:00 J. Lekkerimäki (EQ) 53:02 | (1:1, 1:1, 3:0) | 06:55 (EQ) M. Melovský 27:36 (PP) T. Cibulka | Widzów: 11512 Sędzia główny: Micha Hebeisen Mark Pearce Sędziowie liniowi: Oto Durmis Shane Gustafson |
| Godzina: 15:00 | 2 min kar |                 | 2 min kar                                    | Widzów: 11512 Sędzia główny: Micha Hebeisen Mark Pearce Sędziowie liniowi: Oto Durmis Shane Gustafson |

| 4 stycznia 2024 | Stany Zjednoczone | 3:2 | Finlandia | Scandinavium, Göteborg |

| Szczegóły      | Szczegóły                                                          | Szczegóły       | Szczegóły                                        | Szczegóły                                                                                               |
| -------------- | ------------------------------------------------------------------ | --------------- | ------------------------------------------------ | --- |
| Godzina: 19:30 | J. Snuggerud (PP) 32:10 W. Smith (EQ) 36:16 C. Gauthier (PP) 56:47 | (0:2, 2:0, 1:0) | 01:51 (EQ) O. Keskinen 12:45 (EQ) R. Kumpulainen | Widzów: 10561 Sędzia główny: Tobias Björk Daniel Eriksson Sędziowie liniowi: Jeremy Faucher Tim Heffner |
| Godzina: 19:30 | 4 min kar                                                          |                 | 4 min kar                                        | Widzów: 10561 Sędzia główny: Tobias Björk Daniel Eriksson Sędziowie liniowi: Jeremy Faucher Tim Heffner |

### Mecz o trzecie miejsce
| 5 stycznia 2024 | Czechy | 8:5 | Finlandia | Scandinavium, Göteborg |

| Szczegóły      | Szczegóły | Szczegóły       | Szczegóły | Szczegóły                                                                                           |
| -------------- | --- | --------------- | --- | --------------------------------------------------------------------------------------------------- |
| Godzina: 15:00 | J. Kulich (PP) 16:16 J. Štancl (PP) 28:37 O. Becher (SH) 39:05 J. Kulich (PP) 44:41 O. Becher (EA) 58:04 T. Hamara (EQ) 58:19 D. Rymon (EQ/ENG) 58:52 O. Becher (EQ/ENG) 58:54 | (1:2, 2:3, 5:0) | 06:13 (EQ) R. Kumpulainen 07:43 (EQ) J. Nyman 28:52 (EQ) K. Helenius 29:11 (EQ) L. Hämeenaho 34:32 (PP) L. Hämeenaho | Widzów: 9647 Sędzia główny: Tobias Björk Troy Murray Sędziowie liniowi: Anders Nyqvist Lukáš Rampir |
| Godzina: 15:00 | 10 min kar |                 | 8 min kar | Widzów: 9647 Sędzia główny: Tobias Björk Troy Murray Sędziowie liniowi: Anders Nyqvist Lukáš Rampir |

### Finał
| 5 stycznia 2024 | Stany Zjednoczone | 6:2 | Szwecja | Scandinavium, Göteborg |

| Szczegóły      | Szczegóły | Szczegóły       | Szczegóły                                        | Szczegóły                                                                                             |
| -------------- | --- | --------------- | ------------------------------------------------ | --- |
| Godzina: 19:30 | G. Perreault (EA) 16:56 I. Howard (EQ) 29:24 I. Howard (EQ) 34:19 Z. Buium (EQ) 41:19 R. Leonard (EQ) 56:12 R. McGroarty (EQ/ENG) 56:50 | (1:0, 2:2, 3:0) | 22:13 (EQ) O. Stenberg 39:55 (PP) J. Lekkerimäki | Widzów: 11512 Sędzia główny: Micha Hebeisen Mark Pearce Sędziowie liniowi: Oto Durmis Shane Gustafson |
| Godzina: 19:30 | 28 min kar |                 | 28 min kar                                       | Widzów: 11512 Sędzia główny: Micha Hebeisen Mark Pearce Sędziowie liniowi: Oto Durmis Shane Gustafson |

## Statystyki indywidualne
- Klasyfikacja strzelców:  Jonathan Lekkerimäki
 Isaac Howard: 7 goli[3]
- Klasyfikacja asystentów:  Cutter Gauthier
 Matyáš Melovský: 10 asyst[4]
- Klasyfikacja kanadyjska:  Jiří Kulich: 12 punkty[5]
- Klasyfikacja kanadyjska obrońców:  Theo Lindstein: 8 punktów[6]
- Klasyfikacja +/−:  Zeev Buium: +11[7]
- Klasyfikacja skuteczności interwencji bramkarzy:  Trey Augustine: 93,64%[8]
- Klasyfikacja średniej goli straconych na mecz bramkarzy:  Trey Augustine: 1,75[8]
- Klasyfikacja minut kar:  Kasper Magnussen: 31 minut[9]

## Wyróżnienia indywidualne
- Najlepsi zawodnicy wybrani przez dyrektoriat turnieju:[10]
  - Najlepszy bramkarz:  Hugo Hävelid
  - Najlepszy obrońca:  Axel Sandin Pellika
  - Najlepszy napastnik:  Cutter Gauthier

- Skład Gwiazd wybrany w głosowaniu dziennikarzy:[11]
  - Bramkarz:  Hugo Hävelid
  - Obrońcy:  Theo Lindstein,  Lane Hutson
  - Napastnicy:  Jiří Kulich,  Jonathan Lekkerimäki,  Cutter Gauthier
  - Najbardziej Wartościowy Gracz (MVP):  Jonathan Lekkerimäki

## Klasyfikacja końcowa
| Msc. | Reprezentacja     |
| ---- | ----------------- |
|      | Stany Zjednoczone |
|      | Szwecja           |
|      | Czechy            |
| 4    | Finlandia         |
| 5    | Kanada            |
| 6    | Słowacja          |
| 7    | Szwajcaria        |
| 8    | Łotwa             |
| 9    | Niemcy            |
| 10   | Norwegia          |

| Spadek do Grupy A I Dywizji w 2025: | Norwegia   |
| Awans do turnieju MŚ Elity w 2025:  | Kazachstan |